# NCSA HTTPd
El NCSA HTTPd era un Servidor web desarrollado originalmente en el National Center for Supercomputing Applications por Robert McCool y una lista de colaboradores.
El desarrollo del NCSA HTTPd se suspendió en 1998, pero el código sobrevivió durante un tiempo en manos del Proyecto Apache, el cual es utilizado actualmente por dos terceras partes de los servidores web de Internet. Prácticamente todo el código de NCSA se ha ido reescribiendo progresivamente en versiones de Apache.